# Gnathodoridoidea
Gnathodoridoidea è una superfamiglia di molluschi nudibranchi.

## Famiglie
- Bathydorididae
  - Bathydoris (Bergh, 1884)
  - Prodoris (Baranetz, 1997)
- Doridoxidae (Bergh, 1900)
  - Doridoxa (Bergh, 1900)